# Піски (Миколаївський район)
Піски́ — село в Україні, в Костянтинівській сільській громаді Миколаївського району Миколаївської області. Населення — 672 особи (станом на вересень 2019 року).

## Населення
Згідно з переписом УРСР 1989 року чисельність наявного населення села становила 676 осіб, з яких 304 чоловіки та 372 жінки.
За переписом населення України 2001 року в селі мешкало 730 осіб.

### Мова
Розподіл населення за рідною мовою за даними перепису 2001 року:
| Мова       | Відсоток |
| ---------- | -------- |
| українська | 85,46 %  |
| російська  | 13,86 %  |
| молдовська | 0,41 %   |
| білоруська | 0,14 %   |

## Постаті
- у селі народився, жив, працював, помер і похований Г. К. Киба (1923—1973) — Герой Радянського Союзу.
- Кваша Олексій Дмитрович (1977—2015) — солдат Збройних сил України, учасник російсько-української війни, що почалася в 2014 році.